# 階級分化
階級分化（かいきゅうぶんか）とは、無階級社会（原始共産制社会）から階級社会に移行すること、または階級社会（特に資本主義社会）の格差が増大することを指す。
マルクス主義の立場では、農業の開始と同時に、支配者と被支配者、生産労働で生活する者と、余剰生産物で生活する者とに分化し、原始共産制社会は崩壊したとする（農業革命）。
マルクスは、資本主義社会が成熟すればするほど、資本家と労働者の階級分化が進み、その矛盾が階級闘争と革命とプロレタリア独裁を通じて止揚され、階級が廃止された社会主義社会へ繋がると考えた。さらにこの資本主義社会から生まれたばかりの低次の社会主義社会は、より高度な無階級社会である共産主義社会へ移行し、かくして「人類前史」が終焉することにより、階級分化という人類の誤りは清算されるものとした。